# Зеда-Бзвани
Зеда-Бзвани (груз. ზედა ბზვანი) — село в Грузии, на территории Ванского муниципалитета края (мхаре) Имеретия.

## География
Село находится в западной части Грузии, на берегах реки Дзулухури (правый приток реки Сулори), на расстоянии приблизительно 5 километров (по прямой) к юго-востоку от города Вани, административного центра муниципалитета. Абсолютная высота — 209 метров над уровнем моря.

## Население
По результатам официальной переписи населения 2014 года, в Зеда-Бзвани проживал 371 человек (195 мужчин и 176 женщин). В национальной структуре населения грузины составляли 100 %.
| Год  | Население, человек |
| ---- | ------------------ |
| 2002 | 770                |
| 2014 | ↘ 371              |